# Machika (canción)
«Machika» es el primer sencillo promocional del álbum del cantante colombiano J Balvin, llamado "Vibras", que cuenta con las colaboraciones con el arubiano Jeon y la brasileña Anitta. Publicado el 19 de enero de 2018 a través de los sellos Capitol Records y Universal Music Latino.

## Video musical
El vídeo musical fue publicado el 18 de enero de 2018 por el sitio oficial de YouTube por el canal JBalvinVEVO.

## Créditos y personal
- Voces - J Balvin, Jeon, Anitta
- Compositores – J Balvin, Jeon, Anitta, Sky Rompiendo, Clyde Sergio Narain
- Producción – Sky

## Posicionamiento en listas
| Lista (2018)                 | Máx. Posición |
| ---------------------------- | ------------- |
| Colombia (Monitor Latino)    | 1             |
| Colombia (National-Report)   | 1             |
| Ecuador (Monitor Latino)     | 2             |
| Ecuador (National Report)    | 10            |
| El Salvador (Monitor Latino) | 15            |
| Francia (SNEP)               | 185           |
| Guatemala (Monitor Latino)   | 5             |
| Honduras (Monitor Latino)    | 6             |
| Italia (FIMI)                | 76            |
| México Airplay (Billboard)   | 16            |
| Panamá (Monitor Latino)      | 6             |
| Perú (Monitor Latino)        | 13            |
| España (PROMUSICAE)          | 19            |
| Venezuela (National Report)  | 40            |